# 傑里米·米克斯
傑里米·雷·米克斯（英語：Jeremy Ray Meeks，1984年2月7日—），是美國時裝模特兒，其為街頭幫派瘸幫的前成員。米克斯於2014年在加利福尼亞州斯托克頓的一場名為「停火行動」的幫派掃蕩行動中被捕，隨後警方將他的面部照片發佈在Facebook上。他被聯邦指控犯有擁有槍支和重大盜竊的重罪犯。自他於2016年3月從門多塔聯邦懲教所獲釋後，米克斯開展了他的模特兒事業。

## 生平

### 家庭背景
傑里米·米克斯出生於1984年2月7日，為雷·米克斯（Ray Meeks）與凱瑟琳·安吉爾（Katherine Angier）之子，是莉安娜·羅明格（Leanna Rominger）和埃默里·米克斯（Emery Meeks）的弟弟。雷·米克斯於1984年在傑里米·米克斯剛出生時就犯下強姦和謀殺罪，而被判入獄33年；而凱瑟琳·安吉爾是海洛因成癮者，在1998年因毆打一名懷孕女性和用假支票買東西而被判有罪。
而其姊莉安娜·羅明格18歲時參軍，於2002年和2003年犯下輕微盜竊罪，其兄埃默里·米克斯在2000年因搶劫而在社區服刑。

### 早年生活
因凱瑟琳·安吉爾的海洛因成癮，導致傑里米·米克斯一出生就成了海洛因嬰兒。而米克斯的母親多次入獄，其姊在參軍服役完畢後成為其法定監護人，身兼母職撫養他成人。米克斯15歲時離家出走，在學校打架後加入幫派，曾中槍五次，又去過少年拘留所，被眾人圍毆。
2002年，米克斯在他18歲時襲擊了一名16歲的男孩及偷車，其被控以搶劫和傷害兒童罪。他被判處在加利福尼亞監獄服刑兩年，他的囚房隔壁便是查爾斯·曼森的囚室。在此期間，他聲稱加入了北方黑幫瘸幫。

### 2014年被逮捕和網絡爆紅
2014年6月18日，斯托克頓警察局在一項名為「停火行動」的多部門執法行動中逮捕了米克斯和其餘三名男子。米克斯被列為「因武器重罪指控而逮捕定罪的重罪犯」。他否認了這些指控。同一天，米克斯和其他男子的面部照片張貼在斯托克頓警察局Facebook頁面上。在照片發佈到警局頁面後的24小時內，米克斯的照片獲得了超過15000個「讚好」和3700條評論，點讚和評論大多數來自迷戀他外表的女性。6月19日，新聞和娛樂網站Buzzfeed將米克斯的面部照片識別為迷因。6月20日，推特粉絲創建了主題標籤「#迷戀重犯星期五」（#feloncrushfriday）以紀念米克斯的面部照片。斯托克頓警察局發言人喬席爾瓦承認，自從他們於2012年推出Facebook頁面以來，這張照片比其他照片都受到了更多的關注。截至2021年4月，該帖子已收到95000個「讚好」、24000條評論和11000次分享。
2014年7月舉行了法庭聽證會，而米克斯正在加利福尼亞州聖華金縣監獄等待審判，保釋金為1050000美元。米克斯的母親凱瑟琳·安吉爾建立了一個GoFundMe頁面，試圖籌集資金為他保釋。他的姊妹莉安娜·羅明格用籌集所得資金為他聘請了一名辯護律師和娛樂經理人，以應付官司和傳媒的追訪 。
2014年7月3日，北加州大陪審團起訴米克斯，罪名是擁有半自動點45口徑手槍，它是在盜竊案中跨越州運輸的。該州撤銷了對米克斯的指控，並將他的案件移交給聯邦檢察官。
2015年2月5日，米克斯被聯邦法官以一項持有槍支的重罪罪名定罪，並判處在聯邦監獄服刑27個月。法官進一步命令米克斯參加500小時的監獄藥物濫用治療計劃。他被關押在門多塔聯邦懲教所。米克斯服刑13個月後，於2016年3月8日出獄，之後他被勒令在過渡性住房設施居住數週。

## 模特事業
2015年3月4日，攝影師兼人才中介吉姆·喬丹的公司白十字經理人確認與米克斯簽訂了經理人合同。在米克斯自2016年3月出獄後被勒令留在該設施中，其從過渡性住房設施釋放後，喬丹開始與米克斯合作。米克斯的第一個模特頭像於2016年6月發佈。白十字經理人繼續管理米克斯，並在他們的在線雜誌《詹姆斯雜誌美國版》〈卷7〉和《白十字雜誌》〈卷1〉的封面上刊登了米克斯。
2017年2月13日，米克斯在紐約時裝週期間於紐約公共圖書館為菲利浦·普萊因2017年/2018年度秋冬男女時裝秀系列首次亮相。4 月，米克斯原定在英國露面並拍攝一系列照片，但在希思羅機場降落後被禁止入境。米克斯被官員審問，然後遣返美國。米克斯於2017年5月在戛納電影節為菲利普·普萊因的2018年度假村展示會上首次亮相歐洲時裝秀。隨後，他於6月18日在米蘭時裝週期間為普萊因的2018年春夏運動系列走秀。
2017年8月，米克斯出現在以色列太陽鏡時尚品牌「卡羅萊娜·萊姆克」（Carolina Lemke）的廣告中，該品牌由以色列模特芭兒·拉法莉部分擁有。該廣告中拉法莉與米克斯一起出現，米克斯的背景與拉法莉的背景標記為不同顏色，表示從未有過這樣的混合。12月，米克斯登上男士時尚雜誌《男模特現場》的封面。
同年2月25日，米克斯現身米蘭湯米·席爾菲格的2018年度春夏時裝秀。該秀是與模特吉吉·哈蒂德合作舉辦的，並在米蘭時裝週期間舉辦。他出現在時尚和生活方式雜誌《FV》2018年夏季刊的封面上和《時裝L'OFFICIEL》中。
2019年9月，總部位於法蘭克福的時裝公司時尚概念有限公司（Fashion Concept GmbH）宣布與米克斯達成1500萬美元的合作夥伴關係，以他的名義建立一系列時裝。該時裝系列於2020年7月推出。
2019年11月，米克斯成為瑞士香水「吉薩達大使」（Gisada Ambassador）系列的品牌大使。

### 演藝事業
2018年1月，米克斯飛往莫斯科，出現在俄羅斯流行歌手奧爾加·布佐娃的音樂錄像〈Wi-Fi〉中。
米克斯於2020年憑藉BET+流媒體功能在劇情長片《觸發》（Trigger）中首次亮相。2021年，米克斯出演獨立劇情長片《秘密社會》（Secret Society）； 這部電影由賈馬爾·希爾執導，改編自米亞莎·科爾曼的同名小說。

## 個人生活
米克斯於2008年至2018年與梅麗莎·米克斯有一段婚姻，兩人有一個孩子。
2017年6月，據報導，米克斯與英國商人菲利普·格林的女兒克洛伊·格林（Chloe Green）有戀情。米克斯去土耳其旅行，在那裡拍攝到他和格林一同出現在一艘遊艇上。2018年5月29日，格林生下了這對伴侶的第一個兒子。2019年8月，據報導，這對伴侶友好分手並出售他們在倫敦的共同住宅。

## 外部鏈接
- 傑里米·米克斯的Instagram帳戶
- 傑里米·米克斯在互联网电影资料库（IMDb）上的資料（英文）